# 武广客运专线
武广客运专线，是中国一条连接湖北省武汉市与广东省广州市的高速铁路，是京广高速铁路的组成部分，位于湖北、湖南和广东境内，于2005年6月23日在长沙动工，2009年12月26日投入正式运营。全线全长约995公里，其中武汉站至广州南站正线全长968公里，在京沪高铁开通前，是中国营运里程最长的铁路客运专线。全线设动车段2个，动车运用所1个；途经220多座隧道，桥梁隧道占到线路全长的6成以上。路線设计最高速度350公里/小时，於最高速度350公里/小时下实际最高平均速度311公里/小时。具备列车运行间距最短3分钟的追踪能力，投资总额930亿元人民币，由铁道部和湖北省、湖南省、广东省合資興建。2024年6月15日起，CR400復興號動車組部分車次復速至350公里/小時。

## 簡介
武廣客运专线的建造目的是为了缓解京广铁路的巨大客货运压力。2004年，国务院会议通过並确定2005年开工建设武广客运专线，2010年建成。綫路建成后，武汉到广州的时间由原来的10至11小时缩短到4小时，长沙到广州的时间由8小时缩短到3小时。
武广客运专线最初拟设25个车站。后来减至11个，在广东境內的乐昌东站和英德西站则会设有两个备选车站。 在最新的规划方案中，全线车站数目正式确定为18个，其中客运站有17个，分别为武汉站、咸宁北站、赤壁北站、岳阳东站、汨罗东站、长沙南站、株洲西站、衡山西站、衡阳东站、耒阳西站、郴州西站、乐昌东站、韶关站、英德西站、清远站、广州北站、广州南站。 而不办理客运业务的越行站有乌龙泉东站一个。
2009年12月9日綫路成功试运行，速度最高达到了394公里/小时，创下两车重联情况下的世界高速铁路最高运营速度。 12月26日武汉站至广州北站段正式开通运行，2010年1月30日广州南站启用，总站改为广州南站。目前来往武汉和广州南全程一等票价格738.5元，二等票则为463.5元。由武汉铁路局派出CRH2C型和CRH380AL型和谐号列车及由广州铁路集团派出CRH3C型和CRH380BL型和谐号列车运行。其中CRH3型设特等座，每列8个席位，全程售价878.5元；而CRH380A型设置了观光座，每列6个席位，全程售价1458.5元。
深圳北站至湖南長沙、湖北武漢的高鐵2012年4月1日開通，共有20個班次。最快班次車程約4小時，沿途只停廣州南站。

## 車站
| 车站名称                                                              | 所在区域 | 所在区域 | 所在区域 | 启用日期               | 连接铁路                                                                | 城市轨道交通换乘路线                                                      |
| --------------------------------------------------------------------- | -------- | -------- | -------- | ---------------------- | ----------------------------------------------------------------------- | ------------------------------------------------------------------------- |
| 武广客运专线                                                          |          |          |          |                        |                                                                         |                                                                           |
| 武汉                                                                  | 湖北省   | 武汉市   | 青山区   | 2009年12月26日         | 石武客运专线 武九客运专线                                               | 武汉轨道交通4号线 武汉轨道交通5号线 武汉轨道交通10号线 武汉轨道交通19号线 |
| 乌龙泉东                                                              | 湖北省   | 武汉市   | 江夏区   | 越行站，不办理客运业务 |                                                                         |                                                                           |
| 咸宁北                                                                | 湖北省   | 咸寧市   | 安區     | 2009年12月26日         |                                                                         |                                                                           |
| 赤壁北                                                                | 湖北省   | 咸寧市   | 赤壁市   | 2009年12月26日         |                                                                         |                                                                           |
| 岳阳东                                                                | 湖南省   | 岳阳市   | 岳阳楼区 | 2009年12月26日         |                                                                         |                                                                           |
| 汨罗东                                                                | 湖南省   | 岳阳市   | 汨罗市   | 2009年12月26日         |                                                                         |                                                                           |
| 长沙南                                                                | 湖南省   | 长沙市   | 雨花区   | 2009年12月26日         | 沪昆客运专线                                                            | 长沙地铁2号线 长沙地铁4号线 長沙軌道交通S2線                              |
| 株洲西                                                                | 湖南省   | 株洲市   | 天元区   | 2009年12月26日         |                                                                         |                                                                           |
| 衡山西                                                                | 湖南省   | 衡阳市   | 衡山縣   | 2009年12月26日         |                                                                         |                                                                           |
| 衡阳东                                                                | 湖南省   | 衡阳市   | 珠晖区   | 2009年12月26日         | 衡柳铁路 怀衡铁路                                                       |                                                                           |
| 耒阳西                                                                | 湖南省   | 衡阳市   | 耒阳市   | 2009年12月26日         |                                                                         |                                                                           |
| 郴州西                                                                | 湖南省   | 郴州市   | 北湖区   | 2009年12月26日         |                                                                         |                                                                           |
| 乐昌东                                                                | 廣東省   | 韶關市   | 乐昌市   | 2017年5月1日           |                                                                         |                                                                           |
| 韶关                                                                  | 廣東省   | 韶關市   | 武江區   | 2009年12月26日         |                                                                         |                                                                           |
| 英德西                                                                | 廣東省   | 清远市   | 英德市   | 2012年4月1日           |                                                                         |                                                                           |
| 清远                                                                  | 廣東省   | 清远市   | 清城區   | 2009年12月26日         |                                                                         |                                                                           |
| 广州北                                                                | 廣東省   | 广州市   | 花都区   | 1908年                 | 广佛环线                                                                | 广州地铁9号线 广州地铁24号线                                              |
| 广州南                                                                | 廣東省   | 广州市   | 番禺区   | 2010年1月30日          | 廣深港高速鐵路 贵广客运专线 南广铁路 广珠城际铁路 广佛环线 广惠城际铁路 | 广州地铁2号线 广州地铁7号线 广州地铁22号线 佛山地铁2号线                  |
| 註1：烏龍泉東站為越行站，不辦理客運業務。 註2：斜体為未開通交通方式。 |          |          |          |                        |                                                                         |                                                                           |

2009年12月15日起，武广客运专线的新清远站正式定名为“清远站”，而位于京广线原清远站改名为“源潭站”；武广客运专线韶关西站改名为“韶关站”，京广线原韶关站改名为“韶关东站”。

## 班次
廣州南站啟用後運營武漢↔廣州南（G10XX、G11XX次）和長沙南↔廣州南（G60XX次）。武漢站、長沙南站和廣州南站承擔最多的班次，其中，廣州南站自營運後，成為專線上所有車次之始發或終到站。另外，G100X、G101X 次為線上停站最少，需時最短的班次。
2010年7月1日配合全國鐵路調整增加班次。G100X次再加上G101X次的班次，改為武漢↔長沙南↔廣州南的班次。平日每天共53對（106次）列車始發，武漢↔廣州南佔43對、長沙南↔廣州南佔8對；週末每天共60對（120次）列車始發，武漢↔廣州南佔51對、長沙南↔廣州南佔9對；高峰時期長沙南↔廣州南每天增至12至13對。
2011年7月1日配合全國鐵路調圖，列車降速，分為時速300公里及250公里，300公里的班次為G字頭，250公里班次為D字頭。其中，D字头的车次编号包括武漢↔廣州南（D2101/2、D2103/4）和長沙南↔廣州南（D78XX次）等数种，共10对，其为每站停车，类似东海道新干线上回声号的运行方式。同时，300公里时速动车组（速度下降14.33%）的价格下调了5%。

## 運營統計
據《人民鐵道報》報道，運行首年，“安全運行4000萬公里，累計開行動車3萬餘列...旅客2058萬人”。運行兩年，“累計行程7500萬公里，安全開行84678列，5460萬名旅客”。反映了第二年旅客數量大幅增長，上座率改善，同時，第二年列車行走公里數比第一年下滑12.5%。

## 施工技术
该线的无碴轨道采用了从德国睿铁公司（RAIL.ONE）引进的“雷达2000”（RHEDA 2000）双块式无碴轨道技术，另有部份路段使用了基于日本新干线的CRTS I型轨道板。

## 歷史
| 年份   | 日期             | 事件 |
| ------ | ---------------- | --- |
| 2005年 | 6月23日          | 工程正式开始。 |
| 2006年 | 1月15日          | 五尖大山隧道工程开始。 |
| 2006年 | 4月28日          | 长沙段工程开始。 |
| 2006年 | 5月9日           | 株洲段工程开始。 |
| 2006年 | 6月26日          | 金沙洲隧道工程开始。 |
| 2006年 | 6月              | 沙子岭隧道工程开始。 |
| 2006年 | 9月25日          | 湘潭段谭家冲大桥动工。 |
| 2006年 | 11月12日         | 新塘坡隧道（全长154米）贯通。 |
| 2007年 | 1月5日           | 石竹坡隧道（全长158米）工程开始。 |
| 2007年 | 3月16日          | 石竹坡隧道贯通。 |
| 2007年 | 9月1日           | 新长沙站启动建设。 |
| 2007年 | 9月9日           | 黄登仙隧道（全长700米）贯通。 |
| 2007年 | 9月12日          | 武汉动车段工程开始。 |
| 2007年 | 9月17日          | 全长373米的谭家冲大桥主体完工。 |
| 2007年 | 9月25日          | 全长471米的罗家冲大桥主体完工。 |
| 2007年 | 11月20日         | 牛轭湾隧道（全长983米）贯通。 |
| 2007年 | 11月25日         | 蓝坪隧道（全长547米）贯通。 |
| 2007年 | 12月5日          | 龙彭岭隧道（全长620米）贯通。 |
| 2008年 | 1月8日           | 沙子岭隧道（全长606米）贯通。 |
| 2008年 | 2月27日          | 开始铺设无碴轨道。 |
| 2008年 | 2月29日          | 坪土隧道（全长1,907米）贯通。 |
| 2008年 | 7月1日           | 铺轨工程率先在武汉综合试验路段展开。 |
| 2008年 | 8月28日          | 五尖大山隧道（全长6,857米）贯通。 |
| 2009年 | 3月21日          | 铁道部部长刘志军视察武广客运专线工程，并且到全长63.12公里的武汉综合试验路段添乘“和谐号”动车组进行实地检查，试验中最高时速达到356公里。 |
| 2009年 | 6月27日          | 武广客运专线开始进行局部路段联调联试及试运行，铁道部部长刘志军添乘第一趟往返新长沙站至新咸宁站的检测车和动车组综合检测车。试验会一直持续至9月30日，使用CRH2C型动车组进行。 |
| 2009年 | 8月              | CRH3-013C在武廣客運專線進行試驗。 |
| 2009年 | 12月9日          | CRH3C型动车组在武广客运专线成功试运行（从广州南站到武汉站），时速最高达到了每小时394公里（从广州南站到武汉站），创下两车重联情况下的世界高速铁路最高运营速度。 |
| 2009年 | 12月13日         | 武广铁路客运专线公司对外公布，根据国家发改委、铁道部批复，将于12月26日正式开通运营的京广高速铁路武广段，武汉至广州南高速动车组列车实行试行运价，一等车票价为780元，二等车票价为490元。 |
| 2009年 | 12月15日下午     | 武广铁路各乘车区间详细票价公布，其中长沙南站至广州北站一等票价499元，二等票价312元。此外，长沙南站到武汉的一等票价为280元，二等票价为175元。 |
| 2009年 | 12月19日         | 广铁集团正式公布了武广高铁运行图，动车组每日开行28对。同时，为了配合武广高铁的开通，12月26日铁路部门还将对现有列车运行图进行调整，停开部分京广线上的短途列车。 |
| 2009年 | 12月26日上午9时  | 武广客运专线正式通车运营（除了广州北站—广州南站区间）。首次列车武汉直达至广州北高速动车组驶出武汉火车站（首发列车是G1001次列车）和广州北直达至武汉火车站（首发列车是G1002次列车）。另据12月26日《羊城晚报》报道，为纪念12月26日这个武广客运专线开通日期，武广客运专线方面增开G1226次列车，该车次不在列车时刻表上。 |
| 2009年 | 12月26日中午     | 首次列车武汉直达至广州高速动车组和广州直达至武汉火车站的列车均已到达武汉火车站和广州北站。 |
| 2009年 | 12月26日         | 为了武广高铁开通，京广线13对短途列车停运（包括武昌—广州、长沙—广州、韶关—广州、长沙—武昌等列车）。但每天从广州出发至武汉的普速列车仍有27对，而广州至长沙的班次还有37对。京广线13对短途列车停运被反映“被高速”的问题，铁道部回应此观点是群众片面理解。                                                               |
| 2009年 | 12月29日下午15时 | CRH2型G1048次列车（广州北至武汉）因旅客在列车内吸烟，引发设备故障，导致该趟列车晚点，并影响原定下午5时发出的G6004次列车和原定下午5时50分发车的G1054次列车晚点。 |
| 2009年 | 12月30日15时30分 | 由长沙南开往广州北站方向的G6009次列车也因故障晚点约1小时10分。出现故障后，经过铁路部门技术人员的检修，G6009次列车于16时40分从长沙南站开出。除该趟列车外，武广高铁当天其余列车均准点运行，无旅客滞留。 |
| 2010年 | 1月4日           | 武广高铁动车组列车推出团体购票优惠，在非春运期间，满20人团购可免收1人票价。不过有市民质疑，这样的优惠并不“彻底”，反而有点试探旅客对优惠的反应。另外，何为“非春运期间”，铁路部门也没有解释清楚。但这一消息并未得到证实。                                                                                            |
| 2010年 | 1月19日          | G6008次列车开出后很快停止运行，随后更多次重启未果，至20时33分再次重启，列车才恢复正常行驶。 |
| 2010年 | 1月30日          | 武广高铁终点站广州南站正式投入使用，原花都区的广州北站临时始发站也改为广州南站始发。 |
| 2010年 | 2月4日上午       | G1002次重联动车组因机械故障临时停靠长沙站，致使火车晚点2个多小时。火车在到达武汉站后，换用备用车底继续运营。 |
| 2010年 | 2月6日           | 针对春运高峰期武广高铁车票供不应求的情况，从2月5日起，铁路部门已经采取开行更多重联动车组等举措，每天可增加运能5000人，同时正计划增开列车对数。 |
| 2010年 | 2月6日           | 武广高铁韶关段发生设备故障，导致部分列车晚点。广州南站滞留了大量旅客。 |
| 2010年 | 4月14日          | 武广高铁广州段沿线房屋因受高铁施工影响，导致变形开裂问题严重，虽然有关部门曾表示赔偿数额将达3000万元，但目前受损房屋住户对于现在所处的危险程度以及搬迁、补偿至今没底，而感到忧心忡忡。 |
| 2010年 | 6月8日8时许      | 广州南至武汉的G1022次列车运行至广州北至清远区间时，因车载计算机通讯发生故障导致停车，经过3小时抢修，列车运行恢复正常。 |
| 2010年 | 7月1日           | 武广高铁运行半年，根据铁道部的安排，实行最大规模调图，调图后武广高铁实行“公交化”，从同日开始，所有列车均为8节编组运行。 |
| 2011年 | 7月1日           | 為配合全國鐵路調圖，列車降速，分為時速300公里及250公里，300公里的班次為G字頭，250公里班次為D字頭。 |
| 2012年 | 2月23日          | 我国首个高铁既有线站房 武广高铁新英德西站，开始验收工作。 |
| 2012年 | 4月1日           | 武广高铁英德西站开通，每日停靠30个班次。与此同时，武广高铁开始与广深高铁直通运行，每日开行20对直通列车，其中武汉-深圳北间最快4小时13分，长沙南-深圳北间最快2小时52分。 |
| 2023年 | 2月27日          | 開始進行綫路整修招標並計劃復速到350公里/小時 |
| 2024年 | 6月15日          | CR400复兴号动车组部分车次复速至350公里/小时。 |

## 相關事件與評價
- 2009年12月19日，广铁集团正式公布了武广高铁运行图。12月26日，武广高铁正式开通运营后， 初期将每天开行28对高速动车组，其中广州至武汉之间每天开行21对，广州至长沙之间每天开行5对，长沙至武汉之间每天开行2对。同时，为了配合武广高铁的开通，12月26日铁路部门还将对现有列车运行图进行调整，停开部分京广线上的短途列车（包括武昌—广州，长沙—广州，韶关—广州，长沙—武昌等列车）。该消息传出后，不少公众和网友直言，在年关将近、客运压力将最大化时裁减普通列车，客观上有“逼公众高价坐高铁”之嫌（被高速）。公众和网友则普遍认为，武广高铁原本是便利交通的好事。但其票价数倍于普通列车，且一开始试运营就裁减普通列车，难脱保障高铁“上座率”之嫌。

- 2009年12月22日，一则题为“长沙武汉至广州始发列车26日起停运”的新闻迅速成为互联网上的热点话题。随后，广铁集团向记者证实，12月26日武广客运专线正式开通后，将停运武昌、长沙、韶关等地始发至广州的13对普通列车。但并非武汉至广州、长沙至广州的所有普通列车都停运。广铁集团认为，此举不会给旅客的出行造成太大不便。广铁集团给记者采访答复中提到，此次调整涉及长沙站的停运车次有8对，但京广线从长沙路经的列车还剩37对。铁路将采取席位复用方式售票，即过路车只要经过长沙站时还有坐席、或旅客在长沙站下车后空出的坐席，均可对外售票。春运期间，铁路部门还会根据客流情况，增开临时列车。广铁集团谈到停运武广沿线13对列车的两个理由：第一、释放京广线运力，缓解货运能力紧张状况，最大限度满足关系国计民生的煤炭、石油、粮食等重点物资的运输需要。第二，发挥武广和京广两条线路各自的运输优势，避免部分线路运输能力过剩造成运能浪费。

- 2009年12月，铁道部相关负责人回应，“被逼坐高价车”的观点是群众的片面理解。铁道部运输局综合部主任李军接受本报记者采访时表示，明年春运是在今年春运已有运力的基础上增加了高铁，而不是取消普通列车增加高铁。现在是运输淡季，运力并不紧张。如果现在农民工回家的话，列车运力不会受到影响。但是到了春运开始的时候，铁路部门会增加更多的普通临客，保证运力。相比今年春运，即将要开始的2010年的春运的普通临客的数量和运输能力绝对不会低于今年春运，所以，高铁是在保证了原有春运通铺客车运输能力的前提下，增加了高铁，不是取代关系。农民工回家主要集中在春节前后，不像商务往来那么频繁，所以过了春运这个高峰，增加的临客还会取消。

### 乘车难问题
- 专线开通后，广州乘车站因广州南站未完工而临时设置在广州北站，距离市区远过白云国际机场，最初时没有专门的穿梭巴士，给乘车带来了很大不便。后广州二汽开通了广州北站往省客运站的直达巴士。至今没有武广专线的官方网站，不便于查询乘车的相关信息，广州北站的设施也不完善，部分候车座位还没有安装。加上一直被议论的高票价问题，影响了乘客心目中武广高速客运专线的方便、快速的印象。

### 列车晚点
- 2009年12月29日15时许，CRH2型G1048次列车（广州北站至武汉）因旅客在列车内吸烟，引发设备故障，导致该趟列车晚点，并影响原定下午5时发出的G6004次列车和原定下午5时50分发车的G1054次列车晚点。经铁路部门技术人员现场排查，最后原G1048次列车于17时35分发出。延误2小时45分钟。至下午6时24分，所有延误列车才全部驶离广州北站。G1048次列车上共有乘客670多人，加上G6004次列车上400多人及之后的G1054次列车，共有上千名乘客因延误发车受影响。[37]

- 2009年12月30日15时30分，由长沙南站开往广州北站方向的G6009次列车也因故障晚点约1小时10分。出现故障后，铁路部门技术人员迅速组织力量检修，G6009次列车于16时40分从长沙南站开出。除该趟列车外，武广高铁昨天其余列车均准点运行，无旅客滞留。据悉，目前运行在武广高铁的动车组安装有一套列车自动保护系统(ATP系统)，用于排查、诊断列车所有设备设施的安全卡控指标。如果某项安全指标超标，ATP系统将即时采取相应措施，确保列车绝对安全。武广高铁动车组运营初期，ATP系统比较敏感，铁路部门将根据实际运行情况进行相应调整。[38]

- 2010年1月19日19时50分，武广快线G6008次列车开出后很快停止运行，随后更多次重启未果。乘客曾向车长询问故障原因，列车长表示，故障出在机头，如果再次启动还不行，就打算用备换车辆进行转运；至20时33分再次重启，列车才恢复正常行驶。而广州北站相关人员表示不清楚情况。[39]

- 2010年2月4日上午，武广快线G1002次重联动车组因机械故障临时停靠长沙南站，致使火车晚点2个多小时。火车在到达武汉站后，换用备用车底继续运营。[40]
- 2010年2月6日4时左右，武广高铁由于韶关段发生设备故障，导致广州南站从下午5时06分开始计划始发的9个班次列车出现晚点延误情况，数千旅客滞留车站。经过铁路部分紧急抢修，到晚上7时16分，延误班次列车开始逐步恢复运行。[41]

- 2010年6月8日8时许，广州南至武汉的G1022次列车运行至广州北至清远区间时，因车载计算机通讯发生故障导致停车，经过3小时抢修，列车运行恢复正常。[42]

- 2010年11月4日晚6:30，G1092次列车行至湖南耒阳西站附近时，中断了半小时左右。随后，行至衡阳东站附近时再次中断，而这次的中断时间则长达近3小时。另外两列高铁列车也同样被中断，分别停靠在G1092次的左右两侧。[43]

### 高铁沿线地陷事件
广州武广高铁沿线房屋因受高铁施工影响，导致变形开裂问题严重，虽然有关部门曾表示赔偿数额将达3000万元，但目前受损房屋住户对于现在所处的危险程度以及搬迁、补偿至今没底，而感到忧心忡忡。
广州市国土房管局白云区分局及金沙洲街道办，他们表示，目前初步定下的安置补助费不低于10元/平方米，而且会一次性给搬迁居民500元作为临迁补助费。
|                                              | 源林花园的住户现在可以去金沙洲街道办登记好资料，领取500元临迁补助费，还有不低于10元/平方米的安置补助费。”当问到住户都不知情时，他回答：“我们已经在公告上讲过，有困难可以找街道办事处。 |
| ——国土房管局白云区分局负责联系住户的李毅锋称 | |

|                | 500元临迁补助费什么时候可以发放并没人通知，很多事情从来没有明确。 |
| ——住户们都表示 |                                                                   |

广铁集团宣传部伍部长表示这个事情的具体进展不方便告知。

### 上座率
武广高铁开通一年后，运营部门公布高铁上座率达90%以上。2012年部分时段上座率甚至144.6%。知情者指出这是一个数字游戏：高铁途中停靠多个站点，座位是可以反复重复使用，高上座率也并非超员。比如列车运行1000公里，前面900公里空无一人，后面100公里满员，这上座率就是100%；若途中停靠十个站，上座率就有达到1000%的可能，并且保证不超员。东方网 （页面存档备份，存于）铁道部网站

### 湖北境内车站因疫情停运
2020年由于武汉及湖北省内爆发2019冠状病毒病疫情，自1月24日起，武广客运专线及石武客运专线(京广高速铁路)湖北省内所有车站停运，涉及武广客专武汉站、咸宁北站、赤壁北站三个车站，除经批准的抗疫人员之外停止售票及旅客乘降。
不过在3月28日零时起，武汉站正式恢复办理到达业务。4月8日零时起，全面恢复到发业务。

## 图片集

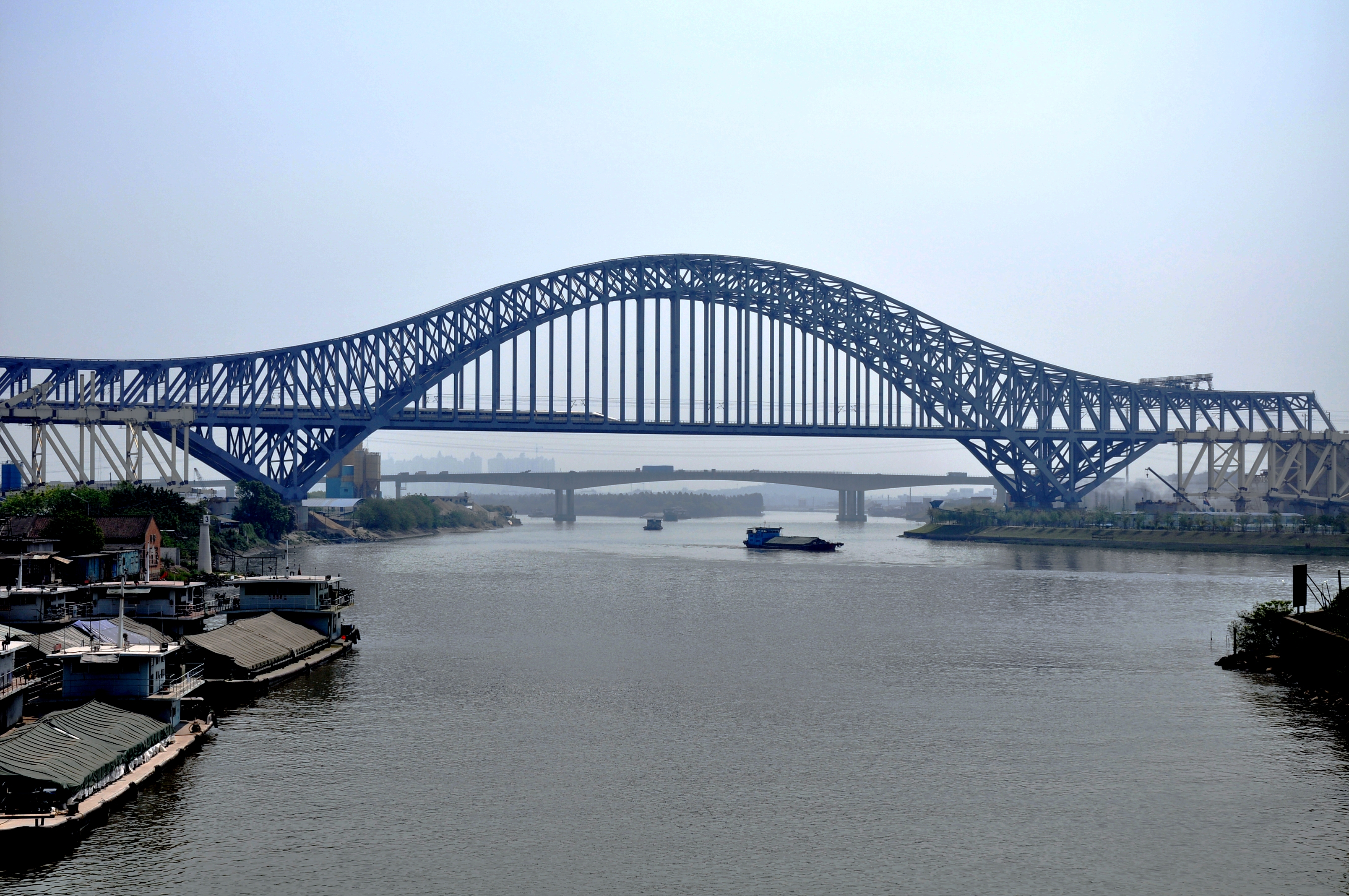
从沙尾大桥拍摄东平水道特大桥
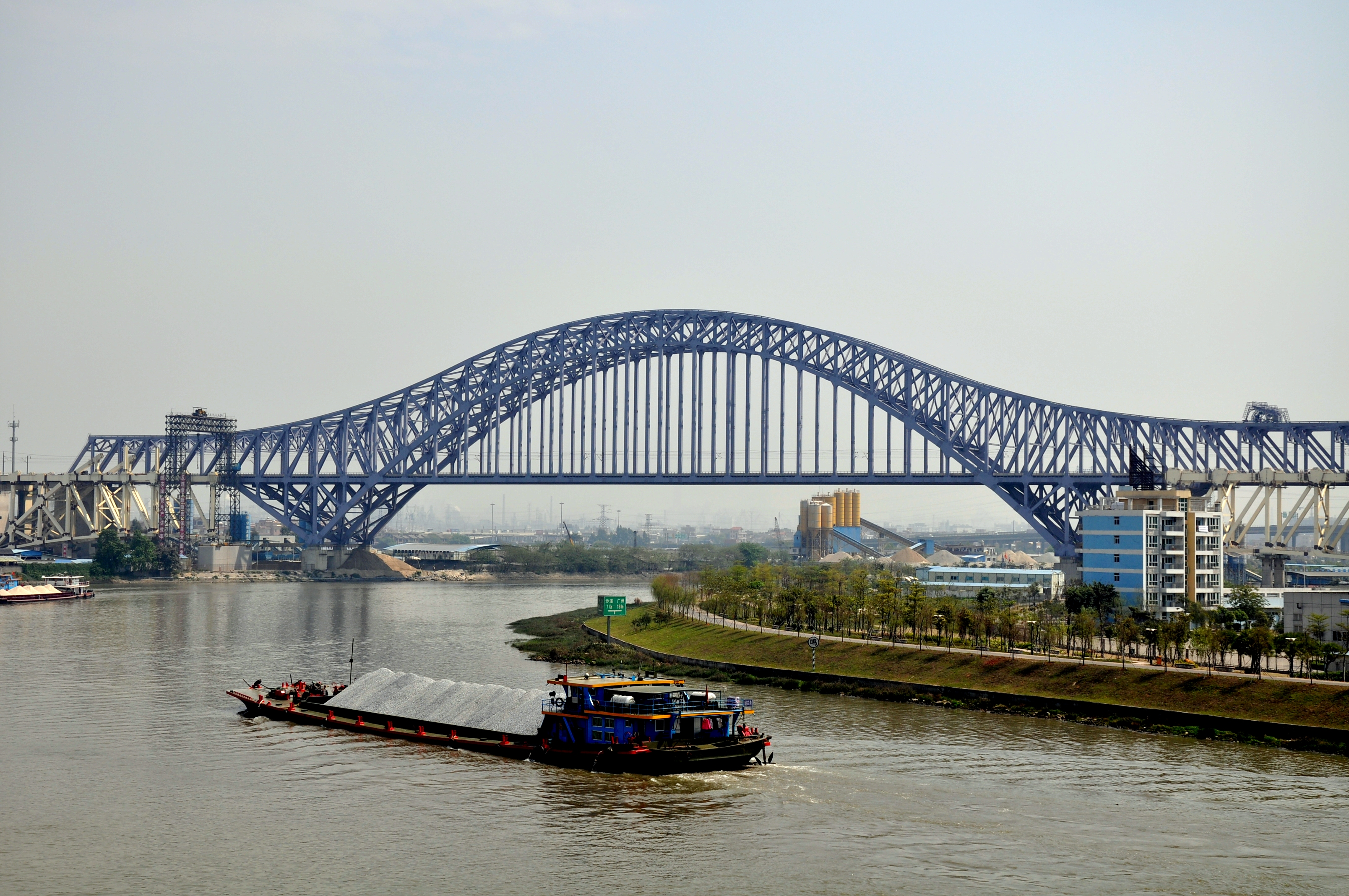
从三山西大桥拍摄东平水道特大桥
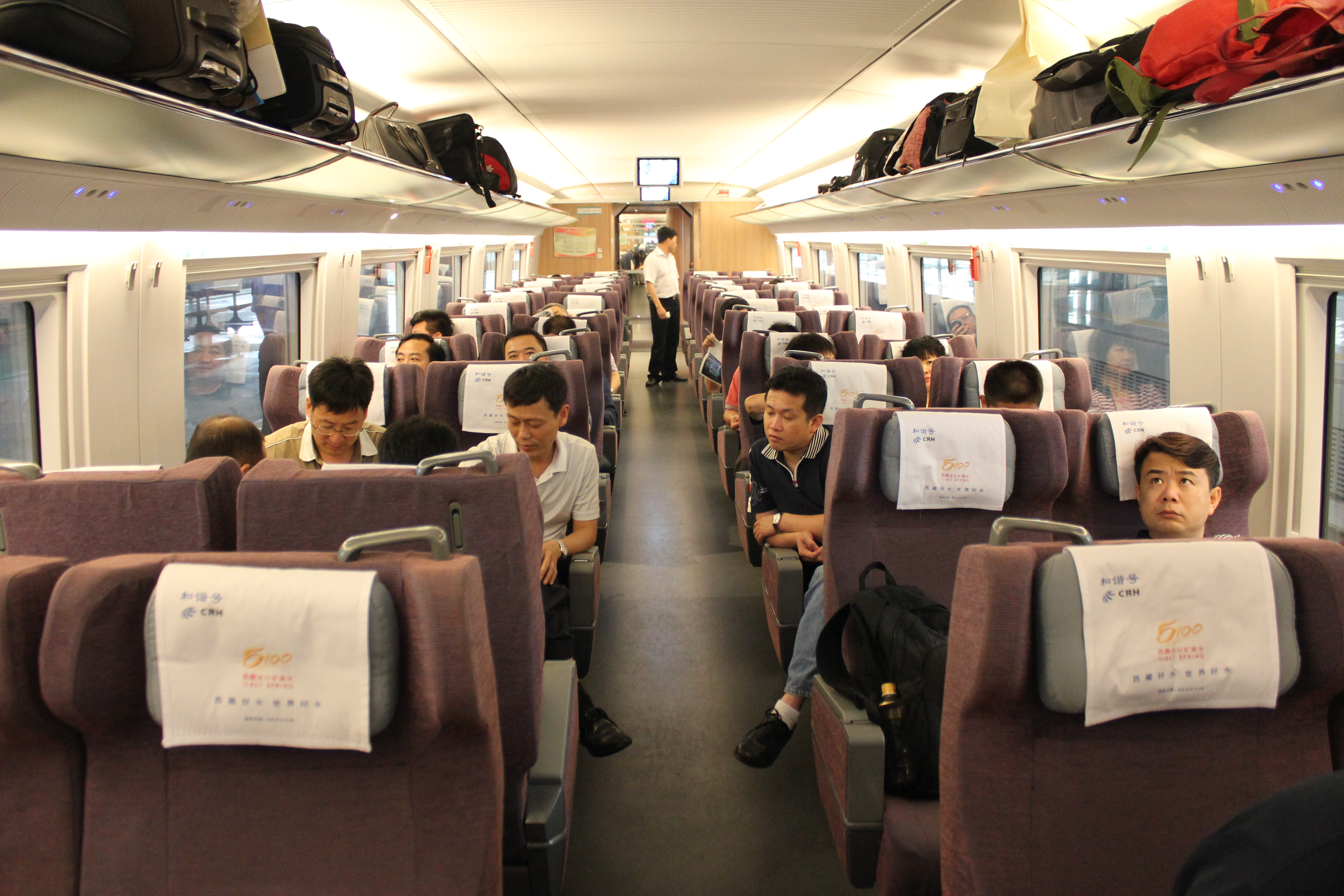
武廣客運專線G1001次列车一等座
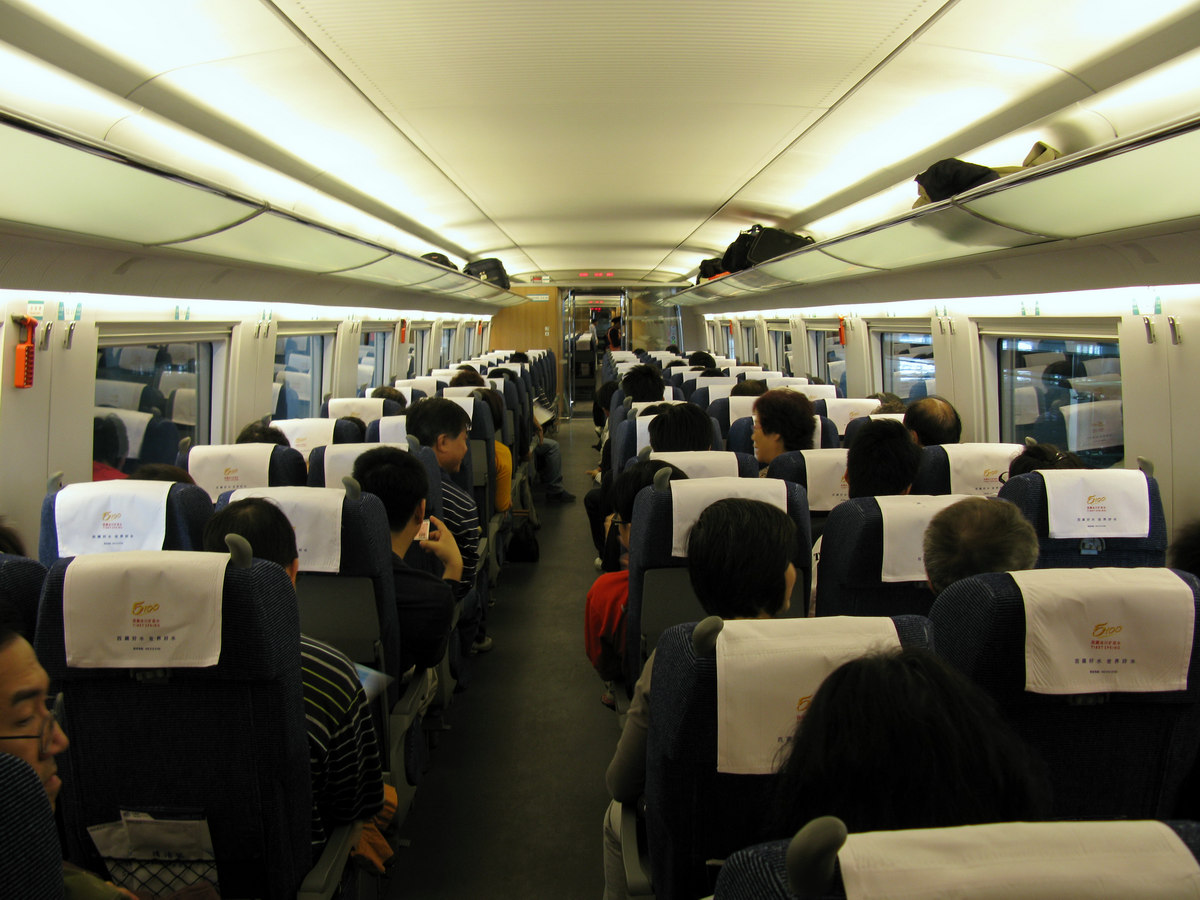
武廣客運專線CRH3二等座
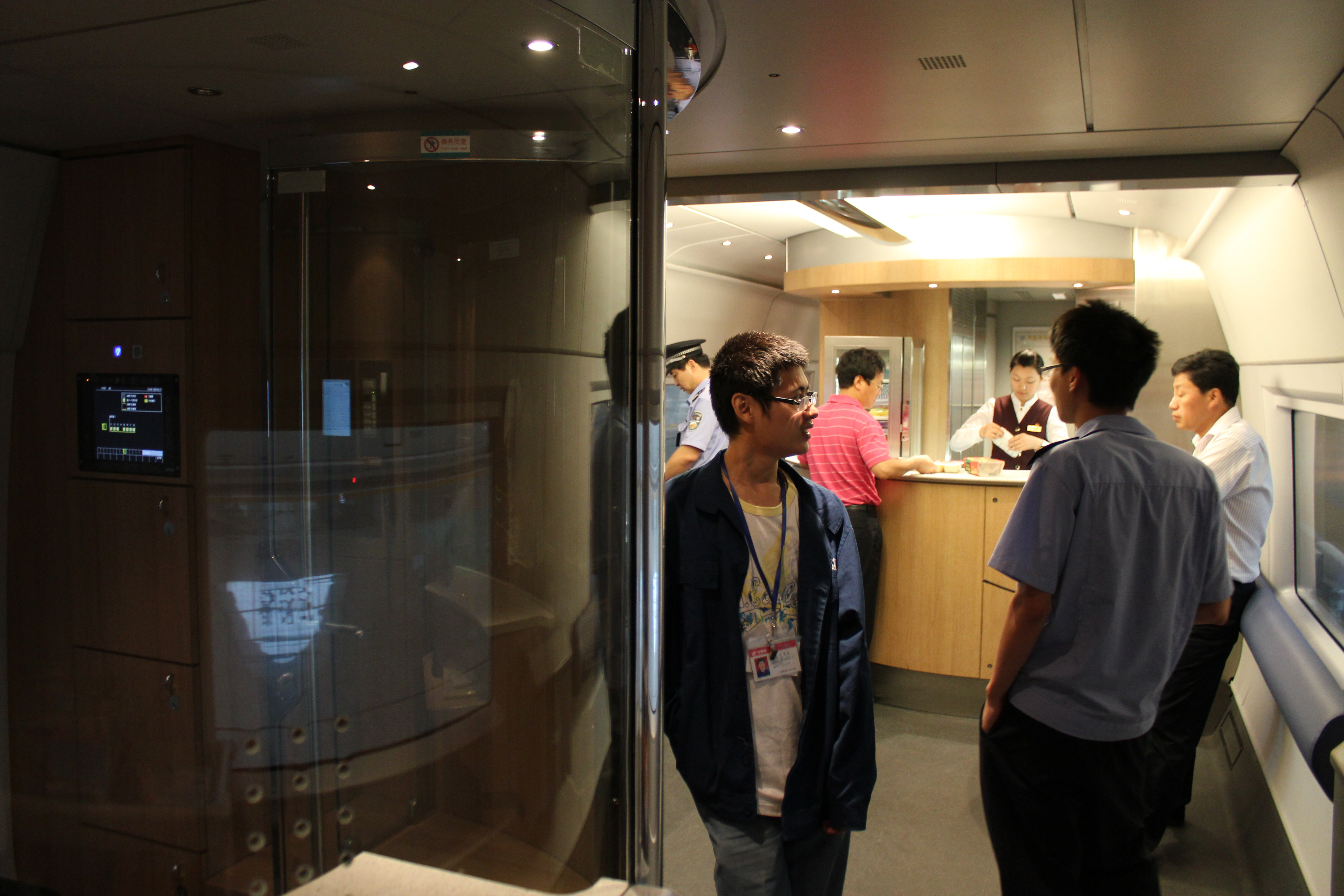
武廣客運專線G1001次列车餐车
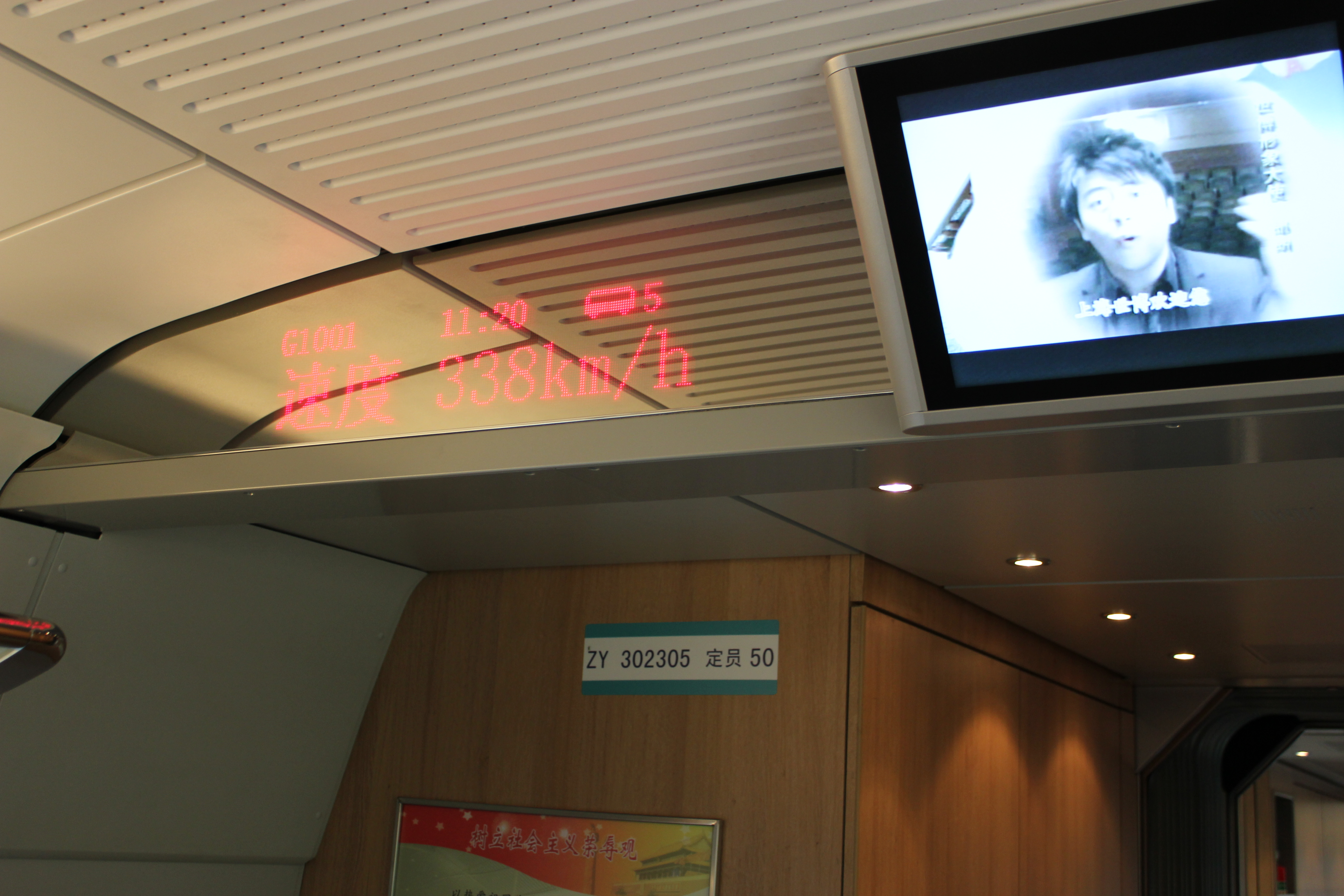
武廣客運專線G1001次列车的運行速度達338公里/小時
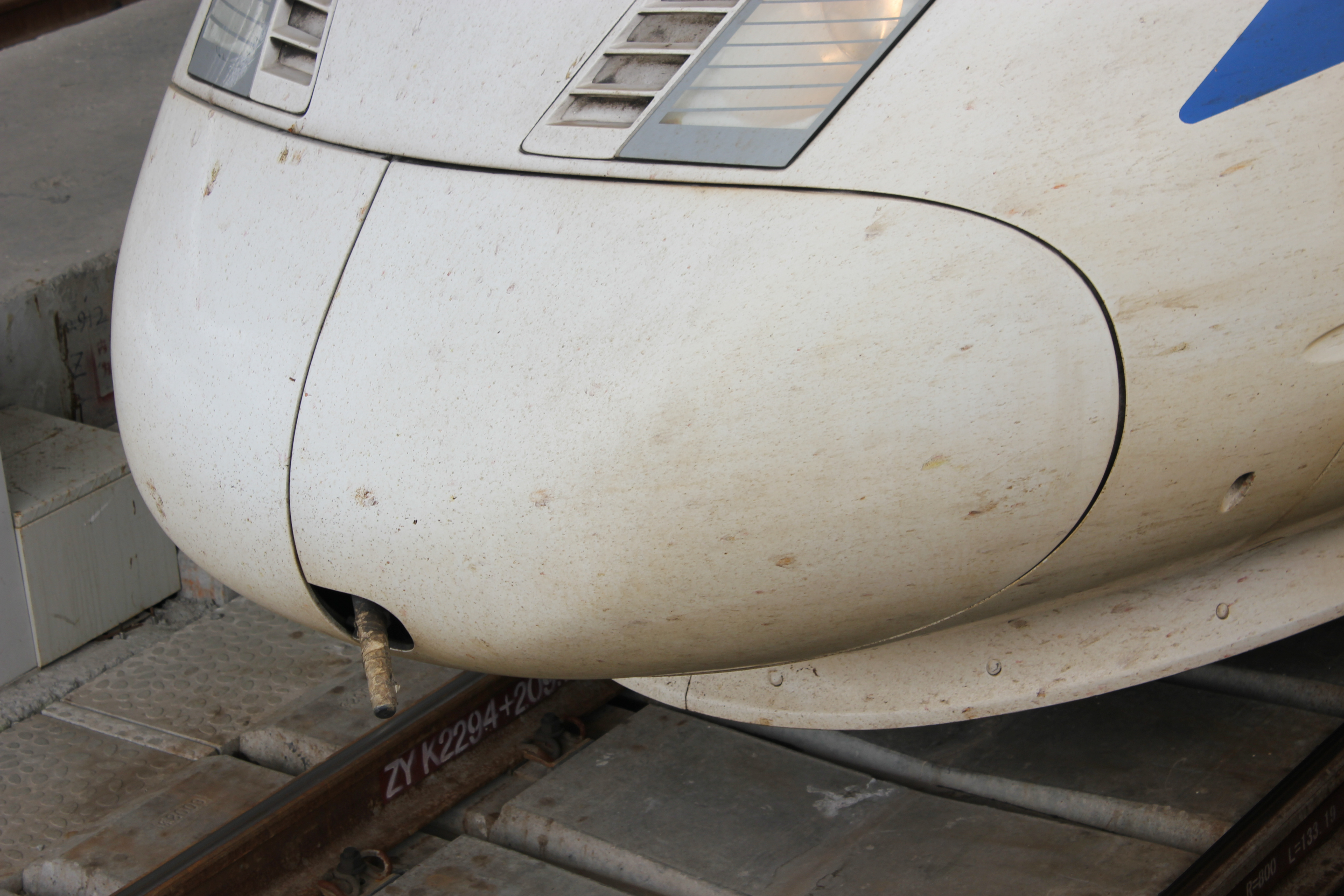
武廣客運專線CRH3車頭，經過高速行駛與雀鳥等碰撞後留下之血跡
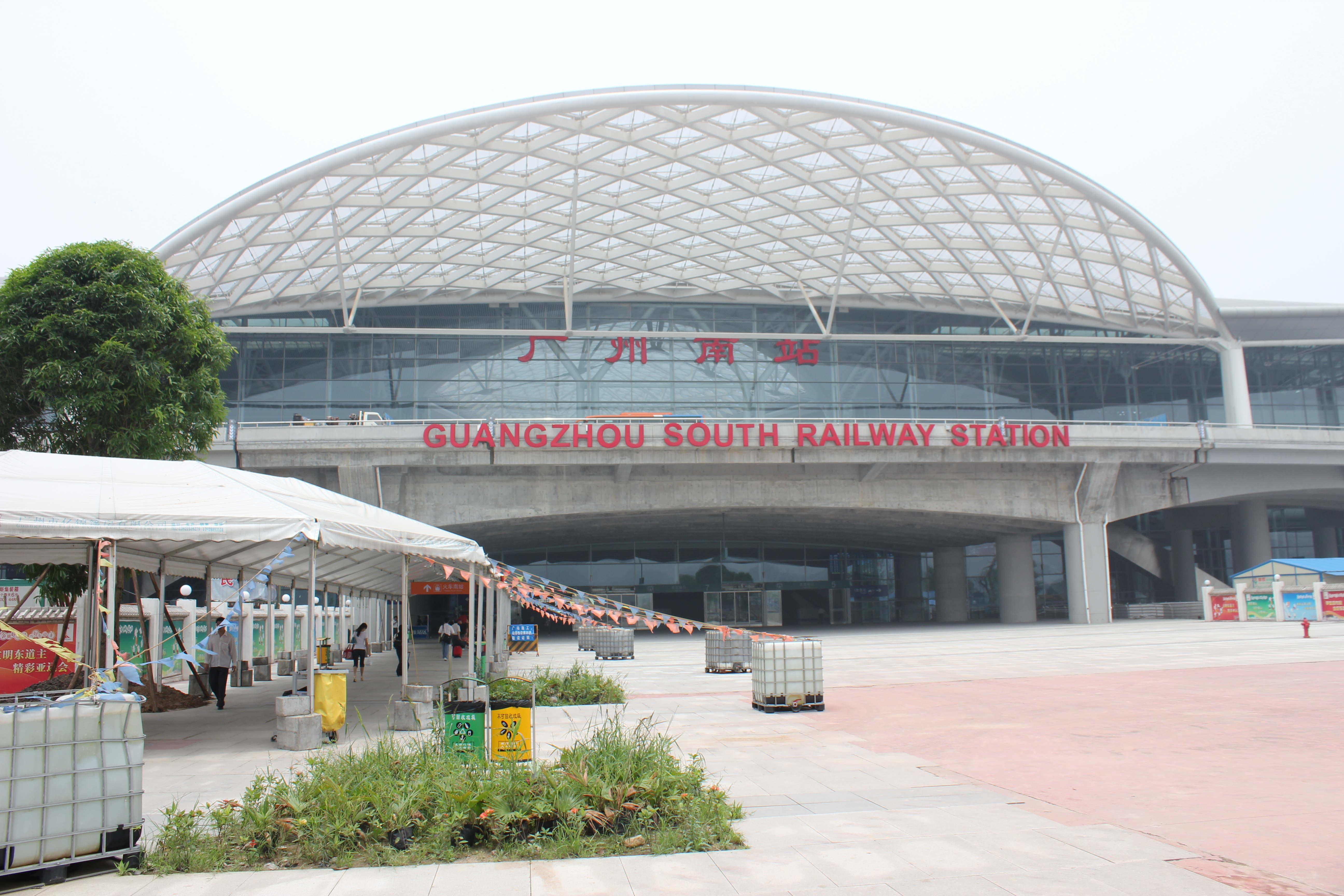
廣州南站
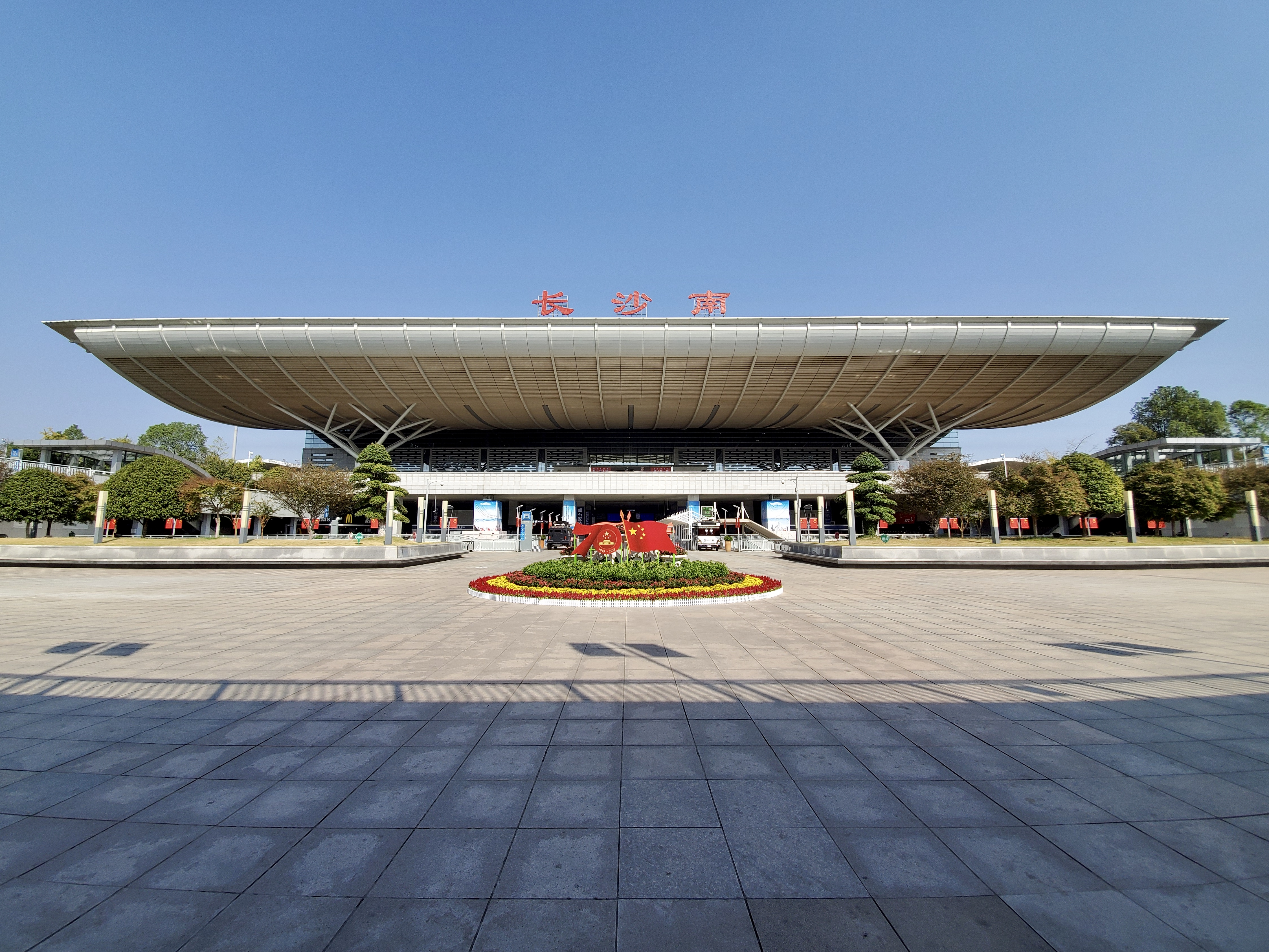
长沙南站
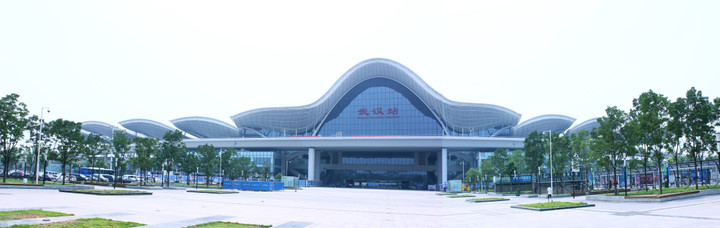
武汉站
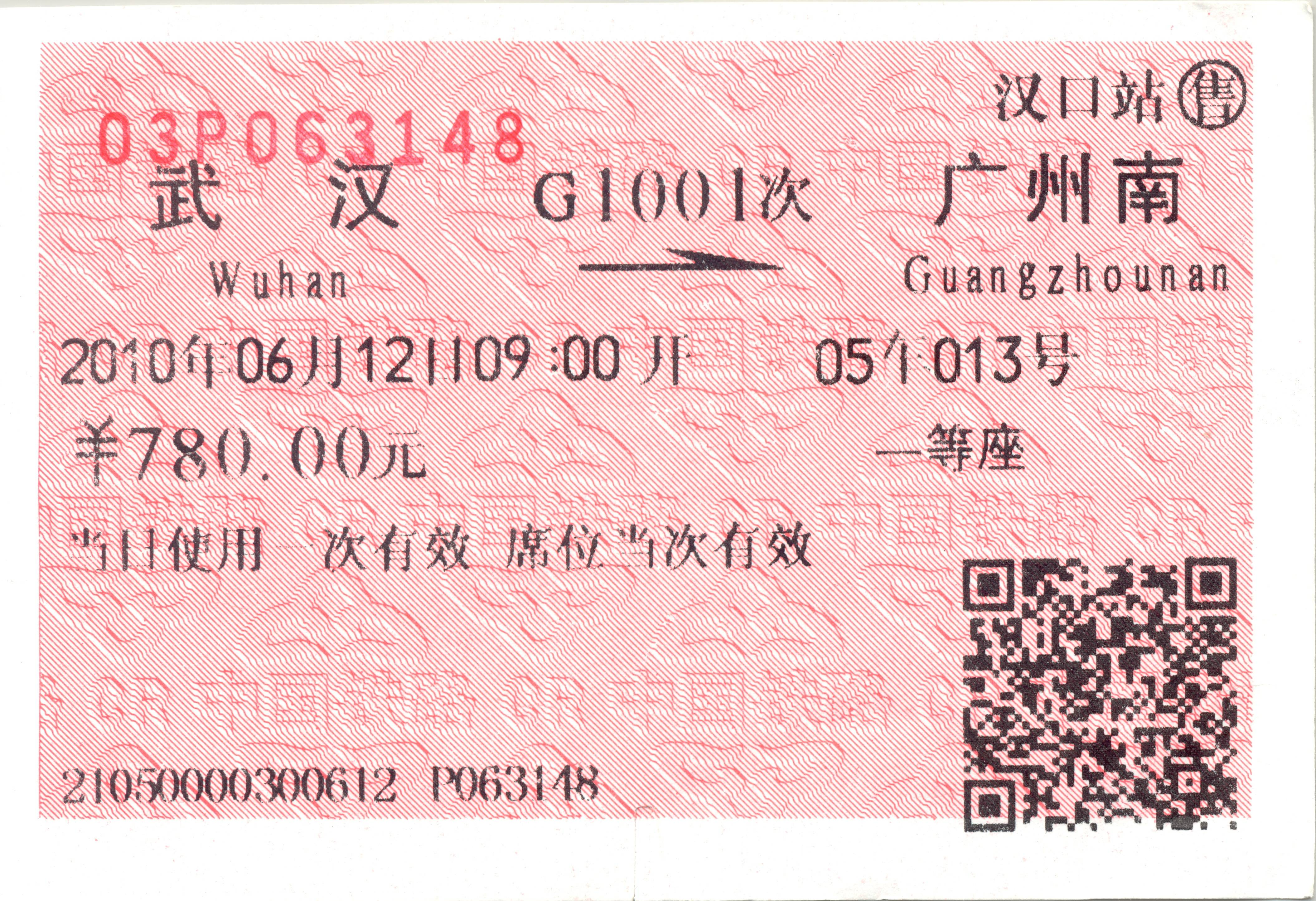
於漢口站售票處發售的G1001次列车一等座軟紙票